# Valentina Zapatrina
Valentina Zapatrina (1988) es una deportista rusa que compitió en acuatlón. Ganó una medalla de bronce en el Campeonato Mundial de Acuatlón de 2016 y una medalla de oro en el Campeonato Europeo de Acuatlón de 2016.

## Palmarés internacional
| Campeonato Mundial | Campeonato Mundial    | Campeonato Mundial | Campeonato Mundial |
| Año                | Lugar                 | Medalla            | Prueba             |
| ------------------ | --------------------- | ------------------ | ------------------ |
| 2016               | Cozumel (México)      | Medalla de bronce  | Individual         |
| Campeonato Europeo |                       |                    |                    |
| Año                | Lugar                 | Medalla            | Prueba             |
| 2016               | Châteauroux (Francia) | Medalla de oro     | Individual         |